# Augustus Desiré Waller

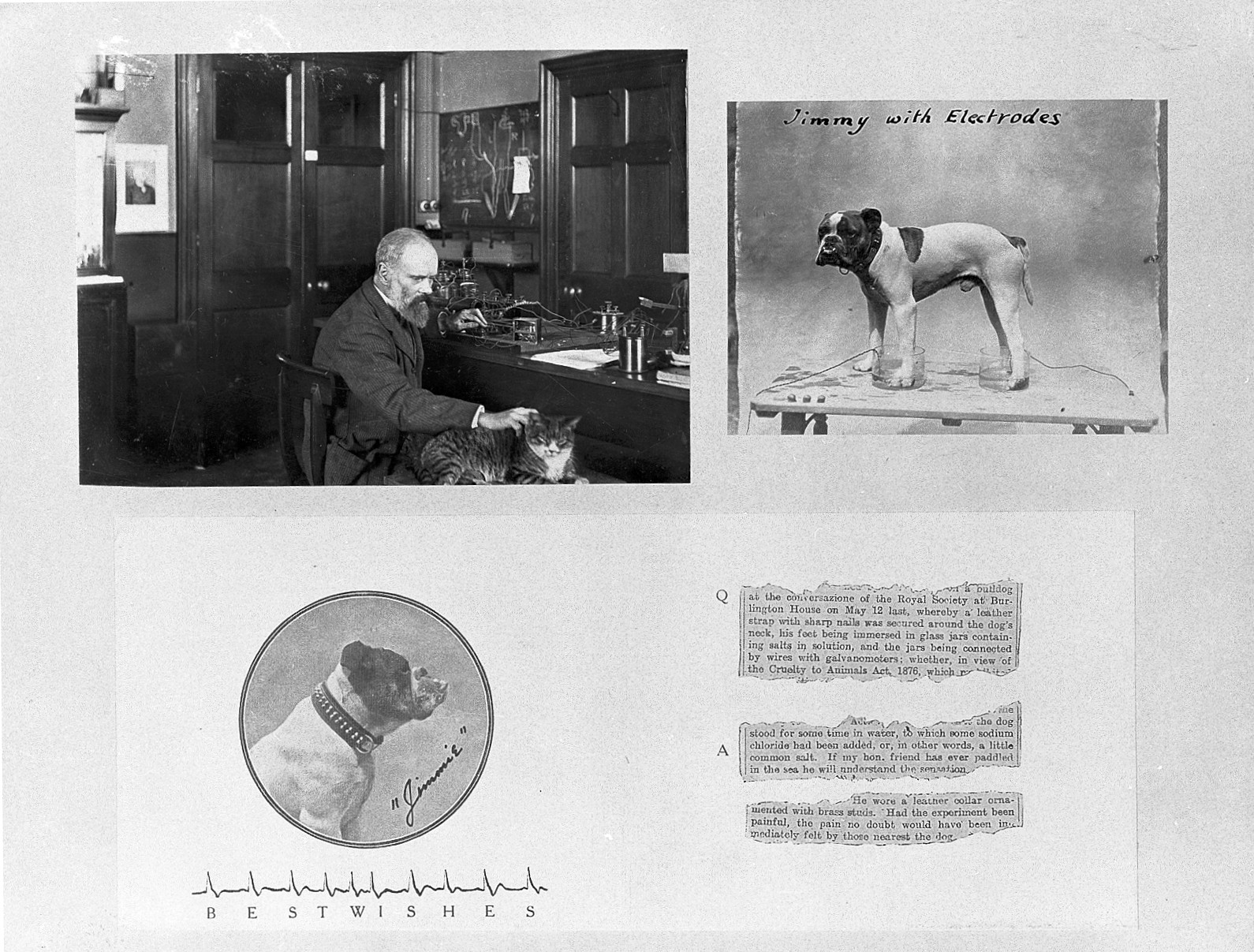
AD Waller en su laboratorio con aparatos y gato. Fotografía de su perro "Jimmy" con electrodos.

Augustus Desiré Waller (12 de julio de 1856-11 de marzo de 1922) fue un fisiólogo del Reino Unido, miembro de la Royal Society e hijo de Augustus Volney Waller. Nació en París, Francia.
Estudió medicina en la Universidad de Aberdeen, donde se graduó en 1878 y obtuvo su doctorado en 1881. En 1883 se convirtió en profesor de fisiología en la London School of Medicine for Women . Mientras estaba allí, conoció a su mujer, Alice Palmer, una de sus alumnas e hija de George Palmer, abogado y diputado, fundador de las fábricas de galletas Huntley & Palmer.
En 1884 se convirtió en profesor de fisiología en el Hospital St Mary Hospital de Londres. En 1887 utilizó un electrómetro capilar para grabar el primer electrocardiograma humano.
Creó la primera máquina ECG práctica con electrodos de superficie. Va fer conferències sobre aquest tema, per tota Europa i Amèrica, sovint usant el seu gos Jimmy en les seves demostracions ECG. Inicialment, Waller no pensava que els electrocardiogrames s'utilitzessin als hospitals. No obstant això, finalment, altres fisiòlegs, com Willem Einthoven i Thomas Lewis van mostrar a Waller que les gravacions sobre placa fotogràfica podien ajudar a diagnosticar les malalties del cor. El 1917, pocs anys abans de la seva mort, Waller va publicar un estudi de més de 2000 traces de malalties del cor.
Fue nombrado Fullerian Profesor of Physiology en 1896 empezando el 13 de enero de 1897.
Murió en Londres, después de sufrir dos veces.